# Ширвінтоський район
Ширвінтоський район (Ширвінтоське районне самоуправління, лит. Širvintų rajono savivaldybė) — район у Вільнюському повіті. Центр - місто Ширвінтос.

## Географія
Річки: Ширвінта

## Населення
Населення району — 17 362 чол. (2011).
З них:
- 87,02% — литовці;
- 9,27%  — поляки;
- 2,08%  — росіяни;
- 0,36%  — українці.

## Населені пункти
- 1 місто — Ширвінтос;

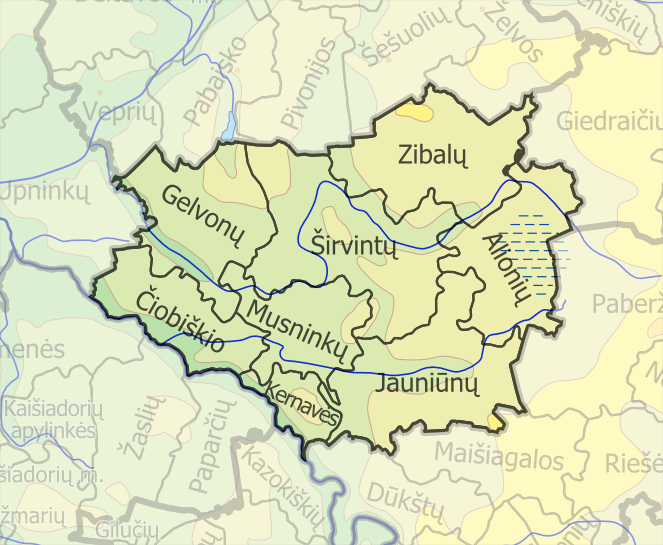
Староства Ширвінтоського району

- 5 містечок — Багаславішкіс, Ґелвонай, Кернаве, Муснінкай и Зібалай;;
- 483 села.

Включає 9 староств: 
- Альониське (Alionių seniūnija)
- Чіобішкіське (Čiobiškio seniūnija)
- Ґелвонайське (Gelvonų seniūnija)
- Яуніунайське (Jauniūnų seniūnija)
- Кернавеське (Kernavės seniūnija)
- Муснінкайське (Musninkų seniūnija)
- Ширвінтське міське (утворене 2017 виділенням із Ширвінтського) (Širvintų miesto)
- Ширвінтське (Širvintų)
- Зібальське (Zibalų)

### Чисельність населення (2001)
- Ширвінтос    — 7 273
- Ширвінтос (село) — 744
- Муснінкай    — 472
- Кабалда          — 457
- Ґелвонай         — 380
- Меджюкай         — 368
- Барткушкіс       — 349
- Вілейкішкяй      — 338
- Чіобішкіс        — 325
- Кернаве       — 307

## Райони побратими
- Опеґор, Норвегія
- Ґміна Ясенець, Польща
- Раконевице, Польща
- Харківський район, Україна

## Галерея

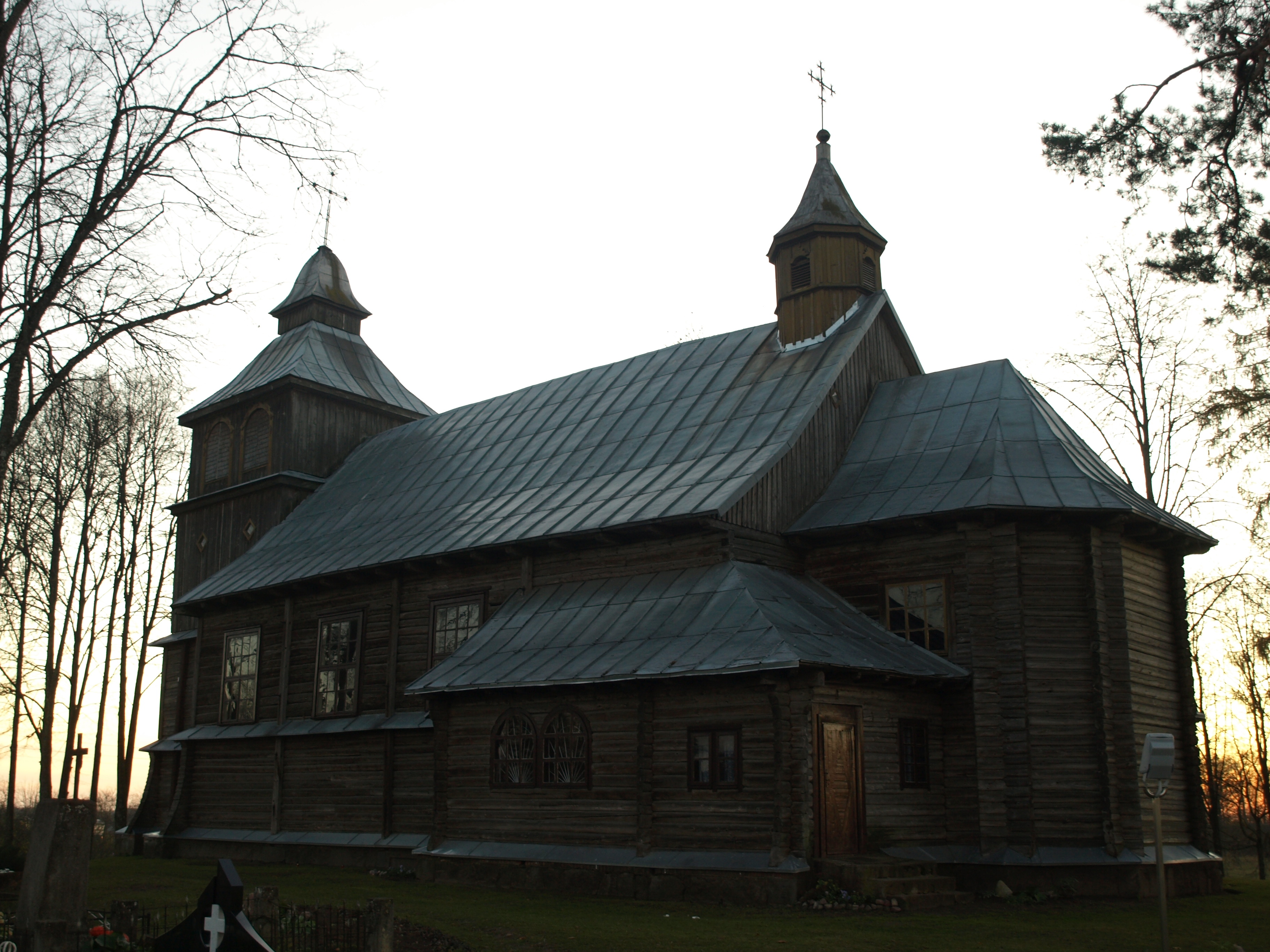
Церква в Аліонісі
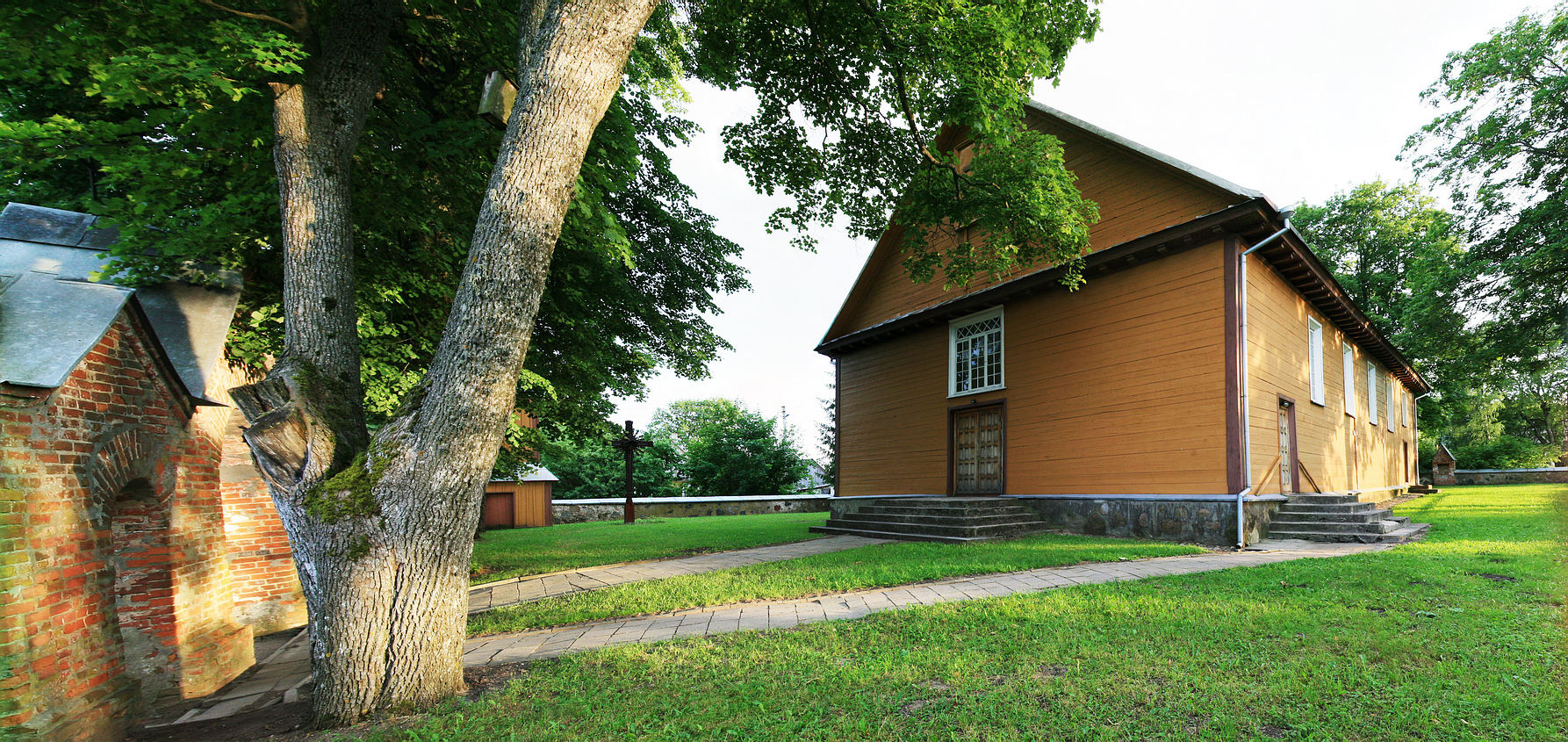
Церква Народження Христа в містечку Багаславішкіс
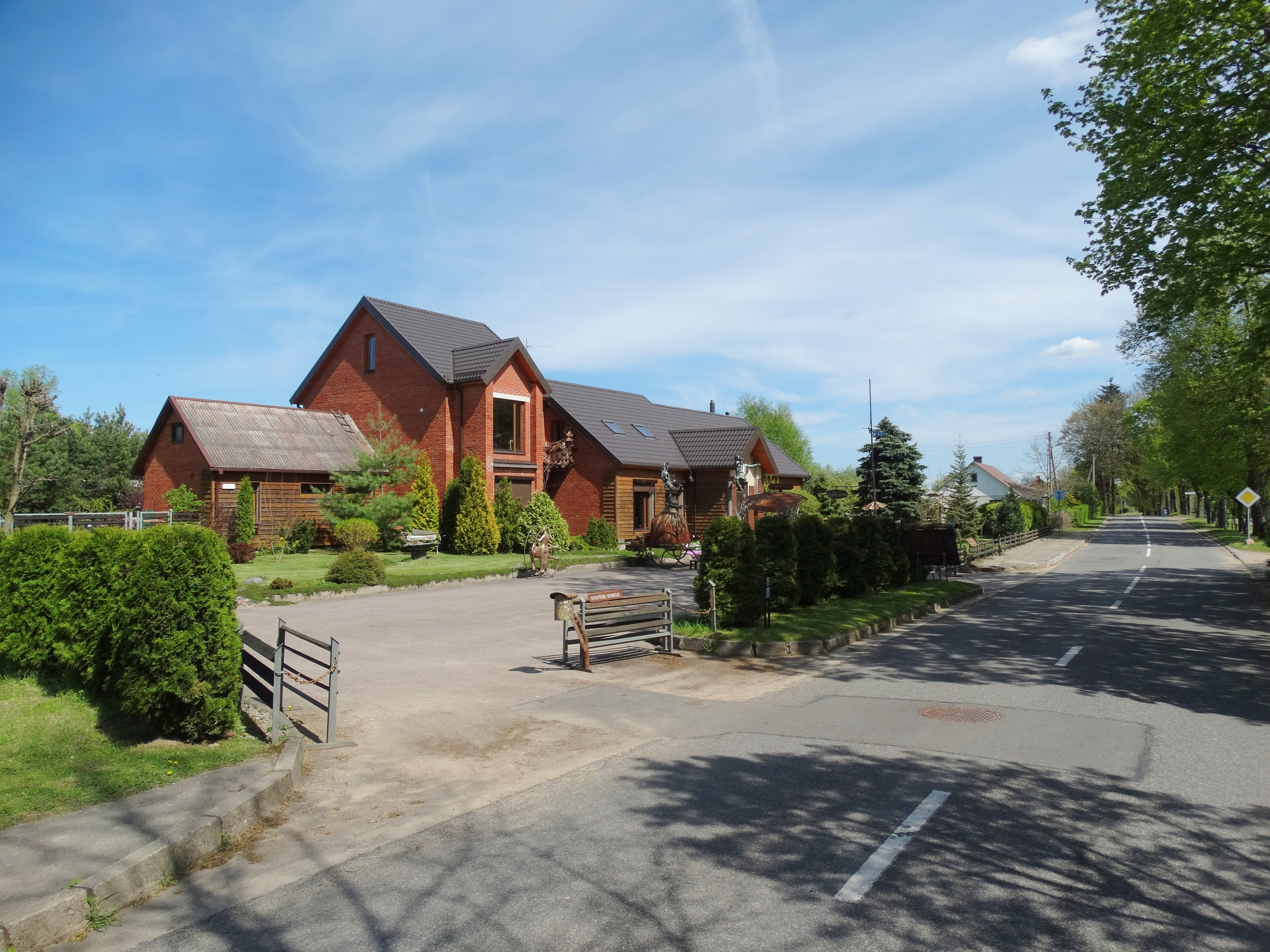
Село Кернавє
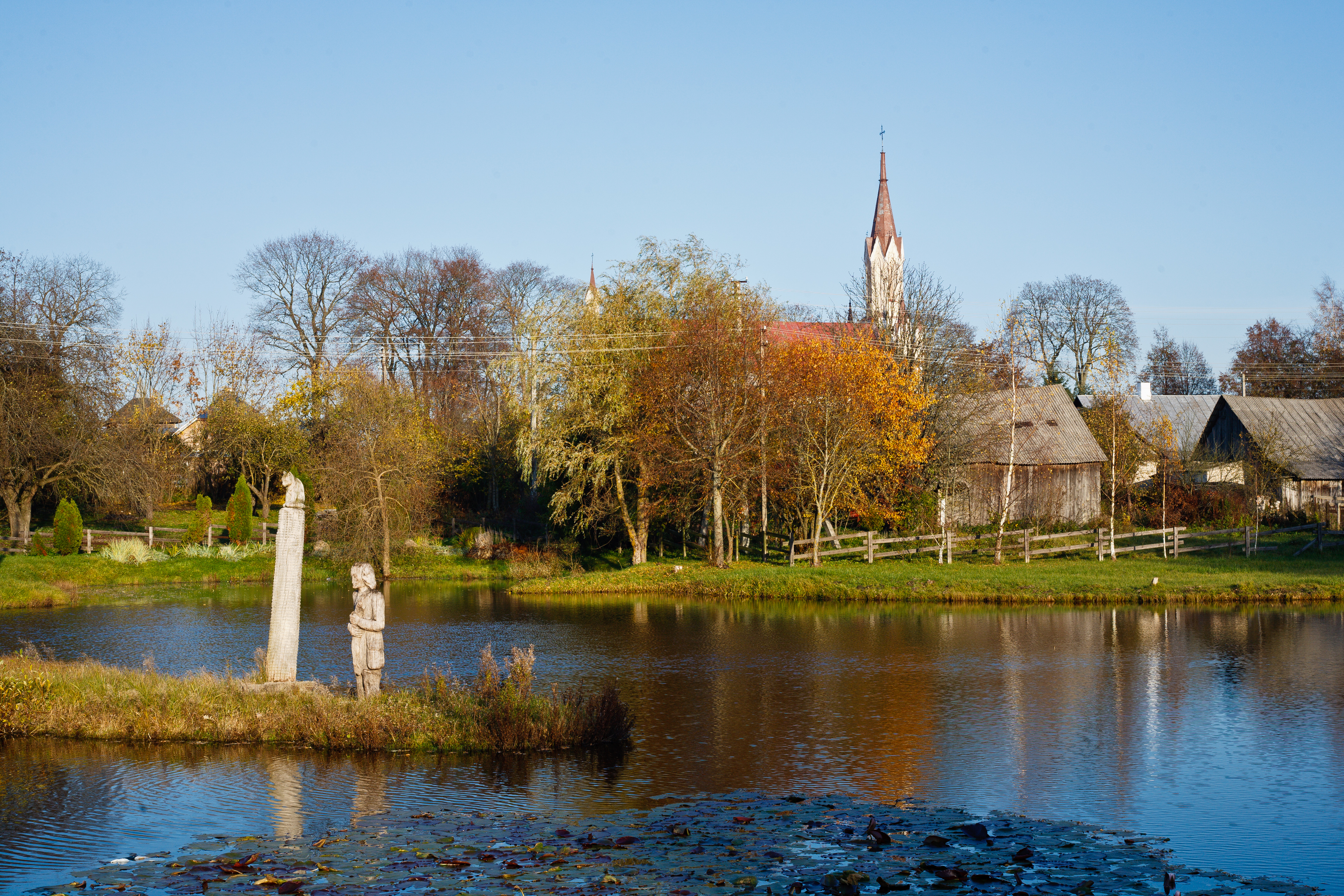
Село Муснінкай
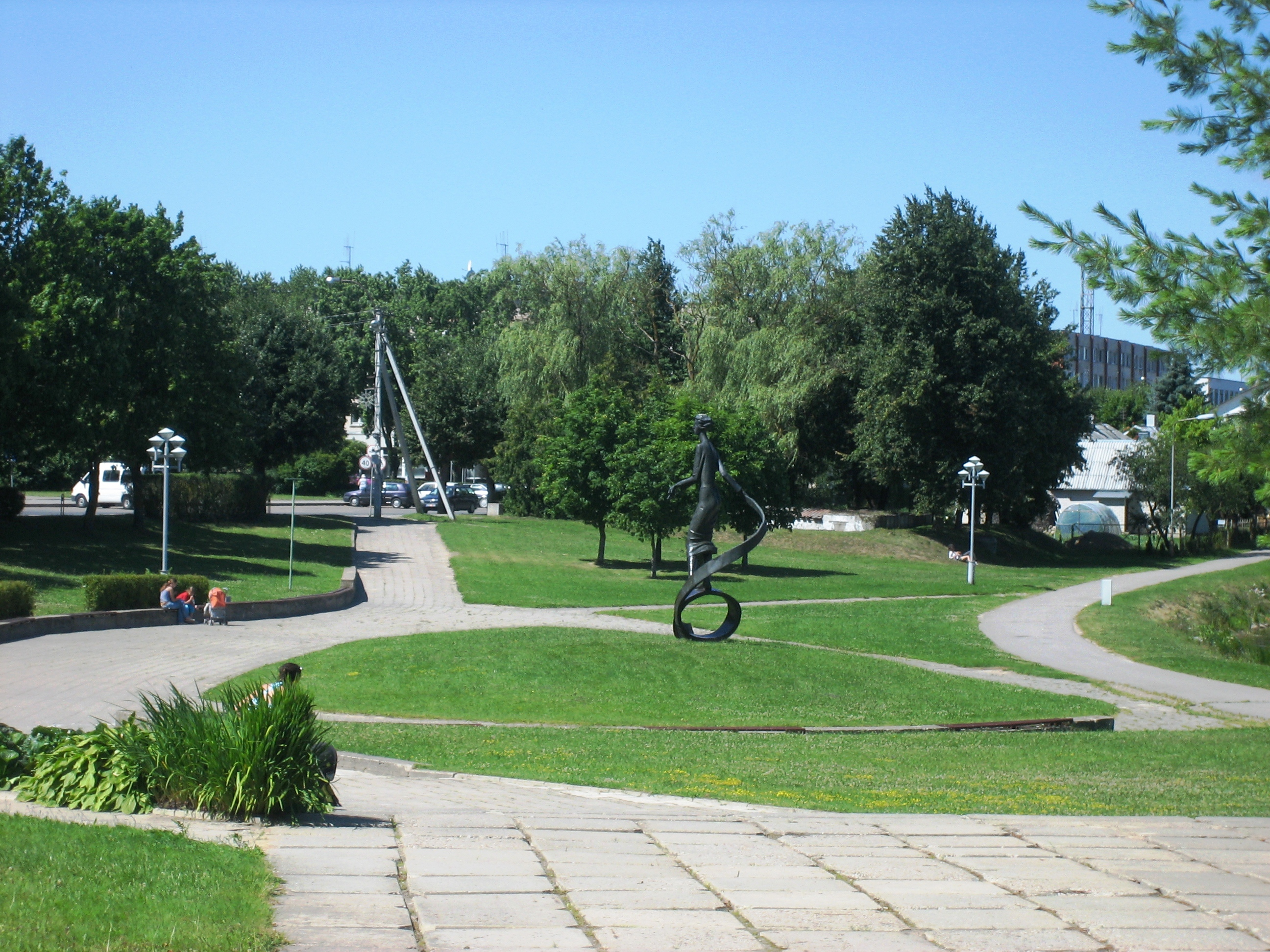
Ширвінтос
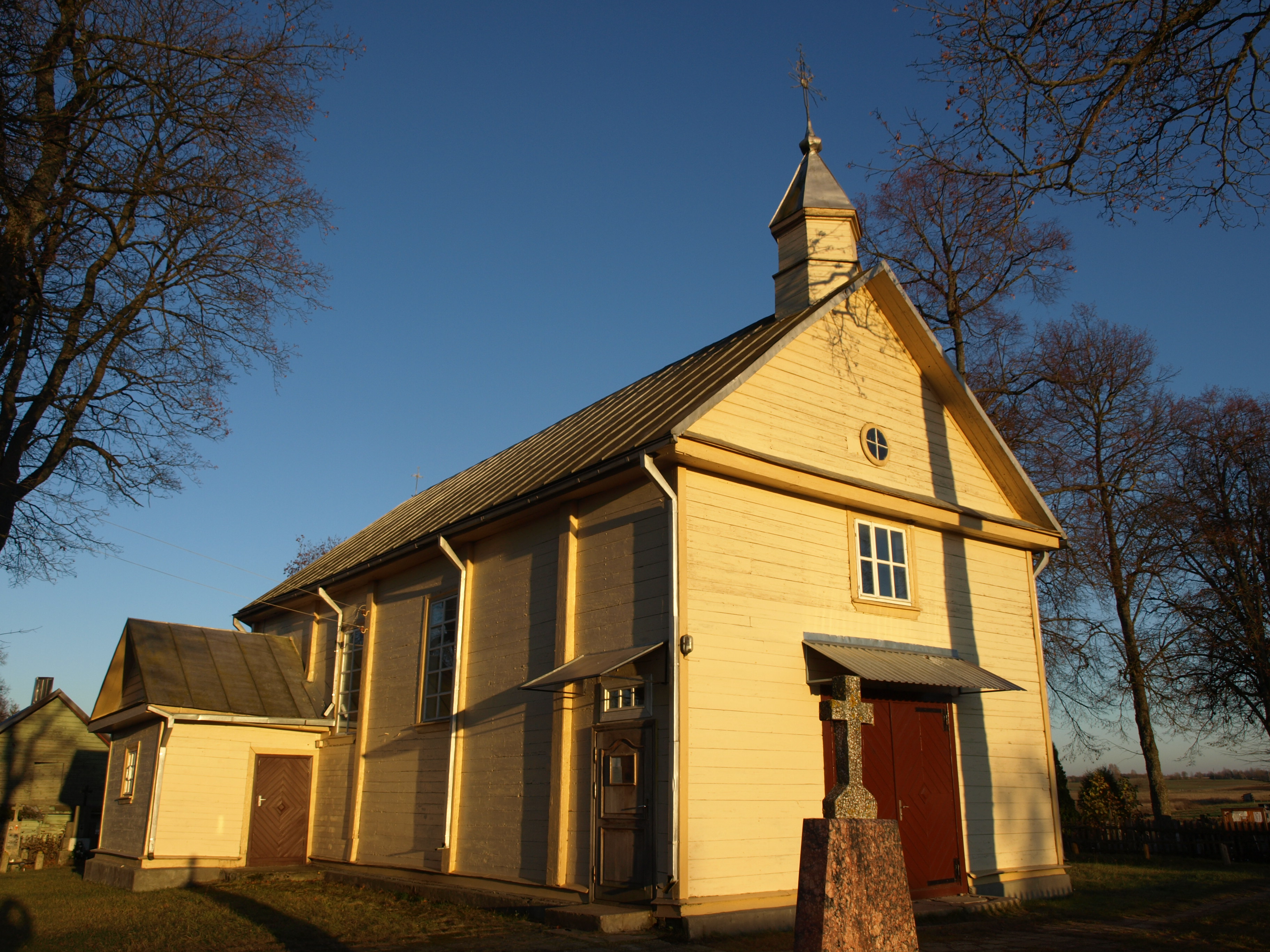
Церква в селі Зібалай